# Edelman (Agentur)

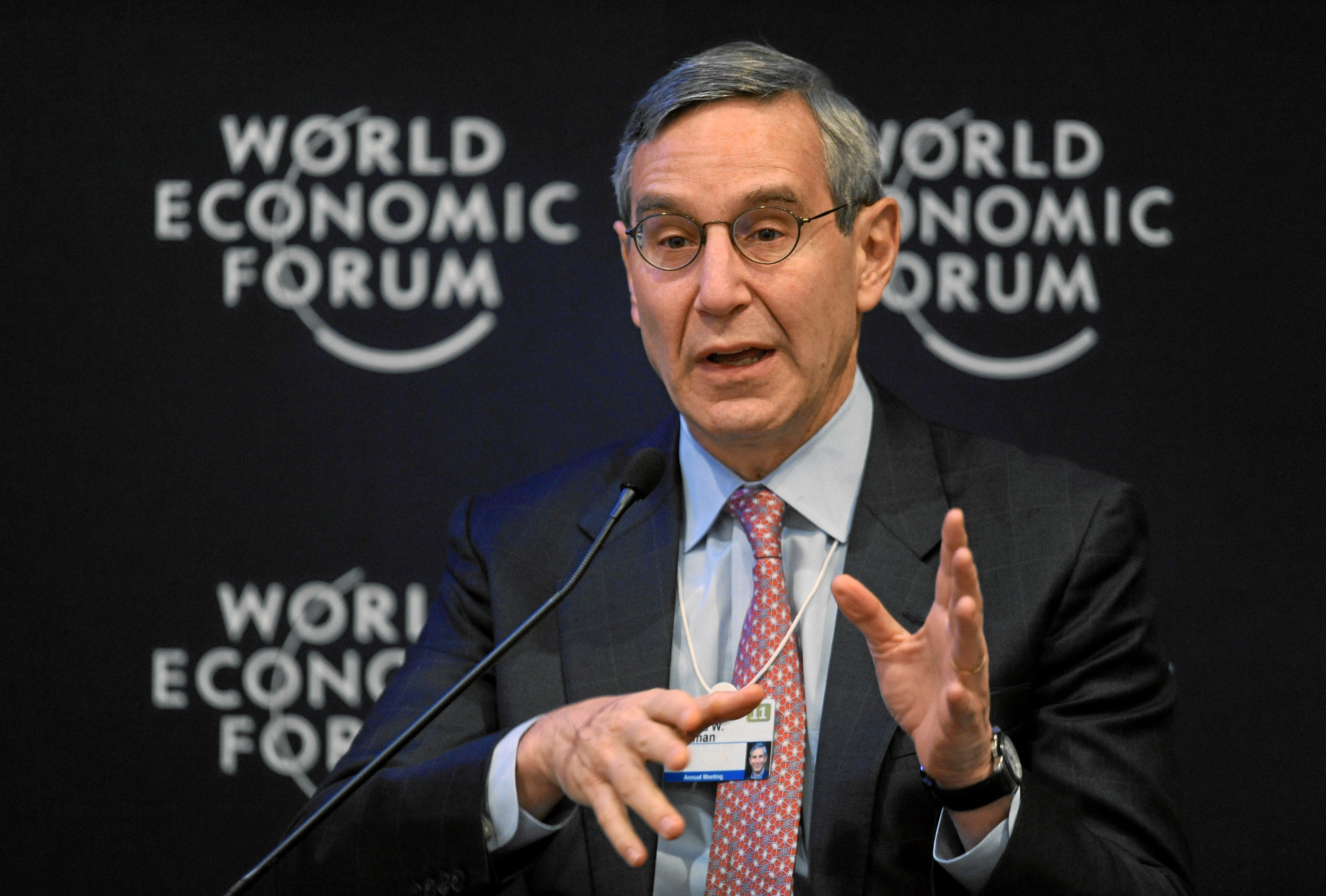
CEO Richard Edelman beim Weltwirtschaftsforum 2011.

Edelman ist eine familiengeführte, international tätige Kommunikationsagentur, die im Jahr 1952 von Daniel J. Edelman in Chicago gegründet wurde. Mit über 6.000 Mitarbeitern und 67 Repräsentanzen ist das Unternehmen nach eigenen Angaben und gemäß globaler Rankings mit ca. 1,08 Mrd. USD Jahresumsatz (2023) die größte unabhängige PR-Agentur der Welt.

## Geschichte
Die Agentur wurde im Jahr 1952 von dem ehemaligen Journalisten Daniel Edelman als Daniel J. Edelman and Associates gegründet. Das Unternehmen begann mit drei Mitarbeitern und arbeitete im Jahr 1960 bereits für 25 Kunden. Im selben Jahr gründete Edelman ein zweites Büro in New York City, 1967 kam ein drittes in Los Angeles hinzu.
In den späten 1960er und frühen 1970er Jahren wurden Büros in Nordamerika (Kanada), Asien und Europa (London) eröffnet. Unter der Führung von Daniel Edelmans Sohn Richard Edelman steigerte das New Yorker Büros von 1979 bis Ende der 1980er Jahre seinen Umsatz von einer Million auf 20 Millionen US-Dollar. Im Jahr 1981 hatte Edelman fünf internationale Büros.
Im Jahr 1985 trat der Gründer zurück und sein Sohn Richard Edelman übernahm die Führung des Unternehmens. In den 1990er Jahren eröffnete Edelman Büros in Mexiko, Brasilien, Argentinien, Spanien, Südkorea, China und Belgien. Der Umsatz stieg auf 70 Millionen US-Dollar im Jahr 1994.
Vom Wirtschaftsmagazin Forbes wurde Edelman zu einer der 14 Most Influential Agencies of 2014 gekürt.

## Geschäftsfelder
Es gibt acht Geschäftsfelder, die sich in den sogenannten Practices widerspiegeln:
- Business and Social Purpose: CSR und Nachhaltigkeit
- Consumer Marketing: Kundenkommunikation und Produkt-PR
- Corporate: Unternehmenskommunikation
- Risk and Crisis: Krisenkommunikation und Risikomanagement
- Digital: Digitale Kommunikation (Social Media, Online-PR, Suchmaschinenoptimierung)
- Public Affairs: Politikkontaktarbeit, politische Kommunikation und Politikberatung.
- Film- und Videoproduktion
- Marktforschung: Edelman Berland ist auf den Bereich Marktforschung spezialisiert und führt eigene Studien durch wie die Markenstudie brandshare und die globale Vertrauensstudie Edelman Trust Barometer.[12]

## Edelman in Deutschland
Edelman eröffnete 1972 ein Büro in Deutschland. Im Jahr 2015 wurde die deutsche Edelman GmbH mit der 1992 gegründeten Kölner Agentur Ergo Unternehmenskommunikation zur neuformierten Agentur Edelman.ergo GmbH zusammengeschlossen. Mit Veröffentlichung im Handelsregister am 11. September 2018 wurde die Agentur wieder in Edelman GmbH umbenannt und damit der vormalige Zusatz .ergo getilgt. Die Agentur wird von Nils Giese (CEO) geführt.

## Kritik
Edelman steht regelmäßig von Umweltaktivisten für seine Arbeit mit Unternehmen aus der fossilen Energiebranche in der Kritik. In der Vergangenheit war Edelman unter anderem für das American Petroleum Institute tätig und begleitete Kommunikationskampagnen im Zusammenhang mit der Ölsand-Pipeline von TC Energy. Das Unternehmen erklärt, Kunden bei der Reduktion von Emissionen zu beraten und verweist auf die Einhaltung eigener Klimastandards. 